# Yanous
 (novembre 2020).
Yanous est un site d’actualité consacré au handicap fondé en octobre 2000 sur un socle associatif. Il est publié tous les 1er et 3e vendredis de chaque mois.

## Historique

### Le Petit Handinaute
Le Petit Handinaute était un magazine numérique dédié au handicap publié mensuellement de novembre 1997 à septembre 2000. Le rédacteur en chef était Laurent Lejard, journaliste handicapé, qui publiait Le Petit Handinaute comme un site personnel.
Son logo représentait le handinaute, contraction de handicapé et internaute, via la fusion de l'arobase symbole du web avec le pictogramme international représentant le handicap.

### La création de Yanous
Le 14 octobre 2000, Yanous, magazine numérique gratuit, est fondé sur un socle associatif, les amis de Yanous association loi de 1901.
Il fut soutenu lors de son lancement par le mécénat d’entreprise de Microsoft France, Fondation Bill et Melinda Gates.
Le magazine reprend quelques-unes des rubriques du Petit Handinaute (actualité française et internationale, voyages accessibles, sports, loisirs, culture) ainsi que le logo symbolisant le handinaute.
Yanous fut conçu par une équipe composée de personnes handicapées et de professionnels du handicap (créateur de logiciels adaptés, journalistes spécialisés, médecin-conseil, ergothérapeute, créateurs de sites web handicap).

### Evolution de Yanous
Depuis, Yanous a été alimenté en contenu par son fondateur, quelques journalistes pigistes, ainsi que des contributions extérieures (organismes et professionnels indépendants).
Le magazine travaille aussi en collaboration avec des partenaires sur du contenu publié en simultané sur Yanous et le site partenaire.
Le 500e numéro numéro du magazine a été mis en ligne le 15 décembre 2017 .

## La rédaction
Deux rédacteurs permanents travaillent pour Yanous depuis sa création. Laurent Lejard, rédacteur en chef, et Philippe Gimet, qui assure également la mise en page et la publication en ligne.
Des associations, des professionnels du handicap, et des personnalités collaborent régulièrement avec Yanous pour l’élaboration et l’écriture de certains articles.